# Hindsia phyllocalyx
Hindsia phyllocalyx är en måreväxtart som beskrevs av Karl Moritz Schumann. Hindsia phyllocalyx ingår i släktet Hindsia och familjen måreväxter. Inga underarter finns listade i Catalogue of Life.